# 鼠麴蚤草
鼠麴蚤草（学名：Pulicaria gnaphalodes）是菊科蚤草属的植物。分布在俄罗斯、阿富汗、伊朗以及中国大陆的西藏等地，目前已由人工引种栽培。